# シャボン玉おじさん
シャボン玉おじさん（シャボンだまおじさん）は、日本のプロバブルアーティスト・ ギネス世界記録保持者、大道芸人。

## 経歴
山口県出身。子どもの頃から大道芸にあこがれ、言葉がなくても誰にでも伝わる魅力のとりこになった。
2009年より「シャボン玉おじさん」と名乗り活動をはじめる。
国家公務員として働くかたわら、余暇を利用し、また転勤族であったことを生かし、全国300か所以上の児童施設で、シャボン玉や手品、腹話術を披露して腕を磨いてきた。
手品と腹話術は独学だが、シャボン玉は関東での勤務時代、東京・代々木公園で活動するパフォーマーに基本の道具や作り方を教わった。
2022年11月26日、当時の勤務地だった徳島県の松茂町第二体育館および松茂中央公園にて、シャボン玉を飛ばす複数の輪を連ねたひもの長さを競う「ロンゲスト ガーランドワンド」部門のギネス世界記録に挑戦。
ひもの作製から実際にシャボン玉を飛ばすまで、測量士や撮影担当など 17人がボランティアで協力した。
連なる輪の数は 70個となり、すべてからシャボン玉が出ていることが達成の条件。
両側を長さ 2.7mのさおに結びつけ、計8回持ち上げて、4回の成功を確認した。
2023年2月7日、従前のひもの最長記録を 1.7m上回る 14.317mが新たなギネス世界記録として公式に認定された。
2023年3月末、国家公務員を早期退職した後、姫路市へ移住し、バブルエンターテインメント・キッズエンターテイメントを本業とする個人事業主としてプロ活動を開始した。